# Balgau
Balgau (pronuncia francese : /balɡo/ ; Balgäu in dialetto alsaziano)  è un comune francese di 955 abitanti situato nel dipartimento dell'Alto Reno nella regione del Grand Est. Si trova lungo il corso del fiume Reno, al confine con la Germania.

## Società

### Evoluzione demografica
Abitanti censiti